# Robert Kuok
Robert Kuok (chiń. 郭鹤年; ur. 6 października 1923 w Johor Bahru) – malezyjski przedsiębiorca pochodzenia chińskiego; właściciel grupy Kuok.
Jego majątek szacowany był w 2021 r. na 12,5 mld USD.